# Липсиус, Фридрих
Фридрих Райнхард Липсиус (нем. Friedrich Reinhard Lipsius; 3 октября 1873, Йена — 29 августа 1934, Лейпциг) — немецкий священник, профессор философии; член НСДАП (1932).

## Биография
Фридрих Райнхард Липсиус родился в семье богослова Ричарда Адельберта Липсиуса (Richard Adelbert Lipsius, 1830—1892). Фридрих изучал теологию и философию в Лейпциге и Йене; в 1897 году он стал лиценциатом. Спустя год, являясь помощником пастора в Веймаре, он также занял пост приват-доцента богословия в Йене. В 1899 году он стал доктором теологии, написав работу о Вильгельме Вундте. После этого Липсиус снова изучал философию под руководством Эрнста Геккеля. Во многом по экономическим соображениям, Липсиус в 1906 году принял пост пастора в Бремене — но вскоре у него разгорелся конфликт с ортодоксально настроенными коллегами.
В 1907 году, под руководством Эриха Адикеса, Липсиус защитил кандидатскую — а затем и докторскую — диссертацию по философии. В 1919 году он стал внештатным экстраординарным профессором: его первая лекция была посвящена теме «Задачи философии религии». С 1920 года он работал старшим ассистентом в Философском институте у Теодора Литта (Theodor Litt, 1880—1962). Состоял членом руководства Общества Шопенгауэра (Schopenhauer-Gesellschaft). В 1920-х годах Липсиус критически отнесся к теории относительности: релятивизм теории противоречил, по его версии, единству опыта. В период между 1920 и 1926 годами Фридрих Липсиус являлся членом ННП. 1 января 1932 года он стал членом НСДАП (партийный билет № 905753). 11 ноября 1933 года Фридрих Липсиус был среди более 900 ученых и преподавателей немецких университетов и вузов, подписавших «Заявление профессоров о поддержке Адольфа Гитлера и национал-социалистического государства».

## Работы
- Die Vorfragen der systematischen Theologie: mit besonderer Rücksicht auf die Philosophie Wilhelm Wundts. Mohr Siebeck, Tübingen 1899
- Kritik der theologischen Erkenntnis. Schwetschke 1904
- Die Religion des Monismus. Concordia, Berlin 1907
- Einheit der Erkenntnis und Einheit des Seins. Kröner, Stuttgart 1913
- Naturphilosophie und Weltanschauung, Kröner, Stuttgart 1918
- Johannes Volkelt als Religionsphilosoph. Beck, München 1918
- Naturphilosophie. Philosophie des Anorganischen. Hirt, Breslau 1923
- Wahrheit und Irrtum in der Relativitätstheorie. Mohr Siebeck, Tübingen 1927